# Le Passager clandestin (roman)
Pour les articles homonymes, voir Le Passager clandestin.
Le Passager clandestin est un roman policier de Georges Simenon, paru en 1947.
Le récit est dominé par les agissements d’un trio de personnages qui ont en commun le fait d’être intéressés et immoraux. L'action a lieu dans le cargo mixte « Aramis » lors de sa traversée de Panama à Tahiti (Papeete). 
Simenon achève ce roman le 20 avril 1947 à Coral Sands, Bradenton Beach (Floride).

## Personnages
- Philip Owen : Anglais ; célibataire ; 60 ans ; major ; fils d’un officier de l’armée des Indes.
- Lotte : entraîneuse de bar, entre 26 et 30 ans.
- René Maréchal : sans profession déterminée.
- Alfred Mougins : repris de justice.

## Résumé
Venant de Panama, le major Owen se rend à Papeete à bord de l'« Aramis ». En cours de voyage sur l’océan Pacifique, s'apercevant qu'un passager clandestin se cache dans une barque, il lui vient en aide et le ravitaille. On apprendra par la suite qu'il s'agit d'une jeune femme, Lotte, embarquée pour Tahiti dans le même but qu'Owen : retrouver le fils naturel d'un certain Joe Hill, magnat récemment décédé de l'industrie cinématographique, faire savoir à ce fils qu'il hérite de la fortune de son père et le ramener en Europe, avec l'espoir de tirer un bénéfice substantiel de cette opération. Ils ont été, l'un et l'autre, informés par le journal de la recherche de l'héritier. Lotte a été, à Panama, la maîtresse de ce fils, René Maréchal, qui l'a quittée pour se rendre à Tahiti. Le major intervient comme ancienne connaissance de Hill. 
Lorsqu'ils débarquent à Tahiti, c'est pour apprendre que le fils héritier, Maréchal, est en voyage dans les îles et qu'il faut attendre son retour. Cependant, les événements se succèdent. Un jeune télégraphiste qui a favorisé le débarquement de Lotte se suicide par amour. Un autre passager embarqué à Panama, Mougins, mauvais garçon en fuite, prend Lotte en charge et, devinant les intentions d'Owen, décide d'atteindre Maréchal avant lui. Owen, qui est invité dans les deux clubs de la ville, suscite une méfiance croissante, d'autant plus qu'il rafle une grosse somme aux cartes. Peu après, le major apprend que Maréchal s'est refait une vie à Papeete et qu'il vient d'épouser une jeune indigène, fille d'un pasteur. Il se rend alors chez le beau-père du jeune homme et, déjouant les plans de Mougins, obtient de pouvoir télégraphier en Europe qu'il a retrouvé l'héritier. Mais il n'est pas sûr que Maréchal, qui renonce à l'Europe, acceptera l'héritage. Owen, lui, s'installera à Papeete pour s'y « encanaquer ».

## Éditions
- Édition originale : La Jeune Parque, 1947
- Livre de Poche, n° 14287, 2001  (ISBN 978-2-253-14287-4)
- Tout Simenon, tome 2, Omnibus, 2002  (ISBN 978-2-258-06043-2)
- Romans durs, tome 7, Omnibus, 2012  (ISBN 978-2-258-09394-2)
- Romans durs, tome 7, Omnibus, 2023  (ISBN 978-2-258-20264-1)

## Adaptations

### Au cinéma
- 1958 : Le Passager clandestin, film français réalisé par Ralph Habib et Lee Robinson, avec Martine Carol (Lotte de Panama), Karlheinz Böhm (Jean), Arletty (Gabrielle) et Serge Reggiani (Alfred Mougins)

### À la télévision
- 1995 : Le Passager clandestin, téléfilm franco-espagnol réalisé par Agustí Villaronga, d'après le roman éponyme de Simenon, avec Simon Callow et Bruno Todeschini.

## Source bibliographique
- Maurice Piron, Michel Lemoine, L'Univers de Simenon, guide des romans et nouvelles (1931-1972) de Georges Simenon, Presses de la Cité, 1983, p. 136-137  (ISBN 978-2-258-01152-6)